# Thượng và Hạ Ai Cập

Bản đồ của Thượng và Hạ Ai Cập

Thượng và Hạ Ai Cập cũng được gọi là Hai Vùng Đất là tên của hai vùng đất sử dụng cho Ai Cập Cổ đại. Các khái niệm xuất hiện trong danh hiệu của Ai Cập, như Vua và Hoàng hậu và xuất hiện trong những cảnh trong ngôi đền, ngôi mộ và các kim tự tháp. Khái niệm cũng đề cập đến sự phân chia của hai vùng dất riêng ở Ai Cập cổ đại.
Biểu hiện của Thượng và Hạ Ai Cập là sema-tawy thường được dịch là "Tên hiệu của Hai Vùng Đất" và đã được mô tả như một khí quản con người gắn liền với giấy cói và cây lily.

## Lãnh thổ

Pschent, Huy hiệu của Toàn Ai Cập

Lãnh thổ của Ai Cập cổ đại được chia thành hai khu vực, cụ thể là Thượng Ai Cập và Hạ Ai Cập. Phía bắc là Hạ Ai Cập, nơi tận cùng của sông Nin, với một số nhánh sông nhỏ tạo thành Châu thổ sông Nile. Phía nam là Thượng Ai Cập, kéo dài đến Syene. Những thuật ngữ "Thượng" và "Hạ" xuất phát từ hướng dòng chảy của sông Nile từ cao nguyên ở Đông Phi về phía bắc, đến biển Địa Trung Hải, đối diện hướng bắc-nam như sông Mississippi, vì vậy Thượng Ai Cập nằm ở phía nam của Hạ Ai Cập. Mảnh đất Hạ Ai Cập chủ yếu là vùng châu thổ.